# Dendrobeania quadridentata
Dendrobeania quadridentata is een mosdiertjessoort uit de familie van de Bugulidae. De wetenschappelijke naam van de soort is voor het eerst geldig gepubliceerd in 1834 door Loven.